# Biserica Pleșoiu
Biserica „Sfinții Voievozi" din Pleșoiu este un important monument istoric și cultural din județul Olt, fiind un exemplu de arhitectură ortodoxă traditională din România. Construită în jurul anului 1734, biserica a trecut prin mai multe renovări și refaceri, ultima fiind pictarea din 1945. 
Biserica este înscrisă pe noua listă a monumentelor istorice, LMI 2015:  OT-II-m-B-08988.

## Istoric
- Construită în jurul anului 1734
- Refăcută în 1848
- Adăugat pridvor în 1899
- Reparată în 1932
- Pictată în 1945

Zidirea bisericii a fost realizată de către jupânul Radu Pleșoianu și Dumitrașcu Pleșoianu.